# Canard aux huit trésors
 (mai 2021).
Le canard aux huit trésors (chinois traditionnel : 八寶鴨 ; pinyin : bābǎoyā) ou canard aux huit joyaux est une spécialité à base de canard des cuisines de Shanghai et de Canton traditionnellement servie au Nouvel An chinois. Le nom de plat vient du fait que le canard est farci avec huit ingrédients (sans compter l’assaisonnement) : du riz gluant, deux sortes de noix ou de graines, du jambon fumé, des crevettes et du porc maigre.

## Composition
La version cantonaise présente un canard farci avec huit ingrédients sautés : riz gluant, champignons coupés, graines de lotus, lap cheong, crevettes séchées, pousses de bambou, jujubes, œufs de canard en saumure, jambon de Jinhua, châtaignes d'eau, haricots azuki, orge, arachides, noix de cajou ou amandes.
Le riz gluant est un élément essentiel de la recette mais peut être remplacer par de l'orge perlé ou du riz rond.
Avant que le canard soit farci, il peut être mis en marinade une nuit dans de la sauce de soja, des épices et du vin de riz de Shaoxing.
Après avoir été farci, le canard est cuit dans un bouillon de poulet et de soja pendant plus d'une heure, ce qui donne une viande tendre et succulente. Ce plat est devenu célèbre à Hong Kong dans les années 1930.
La préparation de ce plat demande beaucoup de travail et il est généralement commandé plusieurs jours à l'avance dans les restaurants. Mais on le trouve de moins en moins sur les cartes des restaurants.